# Blauwzwarte schallebijter
De blauwzwarte schallebijter of korrelschallebijter (Carabus problematicus) is een keversoort uit de familie van de loopkevers (Carabidae). De wetenschappelijke naam van de soort werd in 1786 gepubliceerd door Johann Friedrich Wilhelm Herbst.
De kever is brachypteer (heeft rudimentaire vleugels en kan niet vliegen) en strikt nachtactief. In een nacht kan hij 75 meter lopend afleggen. Zowel larven als adulten overwinteren.